# ECA International

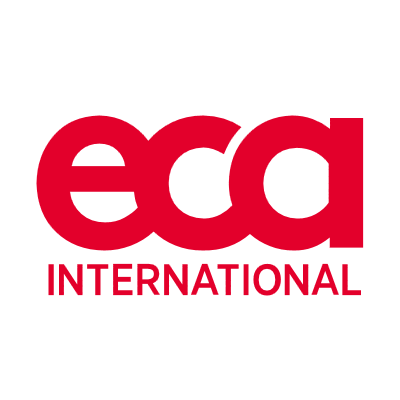
ECA International

ECA International (Employment Conditions Abroad) est une organisation spécialisée dans la mobilité internationale, créée en 1971 et implantée dans le monde entier.
ECA International propose des services de conseil, des études et des solutions logicielles aux professionnels des ressources humaines pour les aider dans la gestion de leur personnel expatrié. Les principales études portent sur le coût de la vie les salaires ou la qualité de vie pour les expatriés dans 400 villes du monde. Les entreprises consultent ECA International pour toutes les questions relatives aux politiques et bonnes pratiques en matière de gestion de l'expatriation. 
ECA International a été créé à l'initiative de plusieurs entreprises multinationales dans le but de simplifier le partage d'informations sur les ressources humaines. Aujourd'hui, ECA International a des bureaux à Londres, New York, Sydney et Hong Kong et compte plus de 1 500 entreprises adhérentes.
Les concurrents importants de ECA incluent Mercer, Airinc, Towers Watson et Hewitt Associates.